# Burdur
Burdur là một thành phố tỉnh lỵ (merkez ilçesi) thuộc tỉnh Burdur, Thổ Nhĩ Kỳ. Thành phố có diện tích 1451 km² và dân số thời điểm năm 2007 là 95274 người, mật độ 66 người/km².

## Khí hậu
| Dữ liệu khí hậu của Burdur                   | Dữ liệu khí hậu của Burdur | Dữ liệu khí hậu của Burdur | Dữ liệu khí hậu của Burdur | Dữ liệu khí hậu của Burdur | Dữ liệu khí hậu của Burdur | Dữ liệu khí hậu của Burdur | Dữ liệu khí hậu của Burdur | Dữ liệu khí hậu của Burdur | Dữ liệu khí hậu của Burdur | Dữ liệu khí hậu của Burdur | Dữ liệu khí hậu của Burdur | Dữ liệu khí hậu của Burdur | Dữ liệu khí hậu của Burdur |
| Tháng                                        | 1                          | 2                          | 3                          | 4                          | 5                          | 6                          | 7                          | 8                          | 9                          | 10                         | 11                         | 12                         | Năm                        |
| -------------------------------------------- | -------------------------- | -------------------------- | -------------------------- | -------------------------- | -------------------------- | -------------------------- | -------------------------- | -------------------------- | -------------------------- | -------------------------- | -------------------------- | -------------------------- | -------------------------- |
| Cao kỉ lục °C (°F)                           | 16.8 (62.2)                | 23.4 (74.1)                | 27.8 (82.0)                | 30.7 (87.3)                | 35.4 (95.7)                | 38.7 (101.7)               | 41.0 (105.8)               | 41.0 (105.8)               | 39.0 (102.2)               | 32.7 (90.9)                | 25.6 (78.1)                | 20.5 (68.9)                | 41.0 (105.8)               |
| Trung bình ngày tối đa °C (°F)               | 7.1 (44.8)                 | 9.4 (48.9)                 | 13.6 (56.5)                | 18.2 (64.8)                | 23.7 (74.7)                | 29.0 (84.2)                | 33.0 (91.4)                | 33.1 (91.6)                | 28.6 (83.5)                | 22.2 (72.0)                | 14.8 (58.6)                | 8.6 (47.5)                 | 20.1 (68.2)                |
| Trung bình ngày °C (°F)                      | 2.5 (36.5)                 | 4.0 (39.2)                 | 7.4 (45.3)                 | 11.7 (53.1)                | 16.7 (62.1)                | 21.5 (70.7)                | 25.2 (77.4)                | 25.1 (77.2)                | 20.5 (68.9)                | 14.8 (58.6)                | 8.5 (47.3)                 | 4.1 (39.4)                 | 13.5 (56.3)                |
| Tối thiểu trung bình ngày °C (°F)            | −1.0 (30.2)                | −0.2 (31.6)                | 2.3 (36.1)                 | 6.1 (43.0)                 | 10.4 (50.7)                | 14.3 (57.7)                | 17.6 (63.7)                | 17.6 (63.7)                | 13.2 (55.8)                | 8.6 (47.5)                 | 3.5 (38.3)                 | 0.6 (33.1)                 | 7.7 (45.9)                 |
| Thấp kỉ lục °C (°F)                          | −16.7 (1.9)                | −15.0 (5.0)                | −11.6 (11.1)               | −7.0 (19.4)                | −0.4 (31.3)                | 3.8 (38.8)                 | 9.0 (48.2)                 | 8.8 (47.8)                 | 3.4 (38.1)                 | −2.4 (27.7)                | −12.0 (10.4)               | −15.3 (4.5)                | −16.7 (1.9)                |
| Lượng Giáng thủy trung bình mm (inches)      | 48.0 (1.89)                | 35.1 (1.38)                | 46.9 (1.85)                | 49.1 (1.93)                | 49.3 (1.94)                | 29.9 (1.18)                | 18.8 (0.74)                | 12.8 (0.50)                | 17.1 (0.67)                | 32.7 (1.29)                | 36.8 (1.45)                | 55.8 (2.20)                | 432.3 (17.02)              |
| Số ngày giáng thủy trung bình                | 10.43                      | 9.50                       | 10.20                      | 10.87                      | 11.20                      | 7.27                       | 3.63                       | 3.50                       | 4.00                       | 6.67                       | 6.80                       | 10.43                      | 94.5                       |
| Số giờ nắng trung bình tháng                 | 114.7                      | 144.1                      | 182.9                      | 216.0                      | 272.8                      | 318.0                      | 356.5                      | 334.8                      | 270.0                      | 223.2                      | 168.0                      | 102.3                      | 2.703,3                    |
| Số giờ nắng trung bình ngày                  | 3.7                        | 5.1                        | 5.9                        | 7.2                        | 8.8                        | 10.6                       | 11.5                       | 10.8                       | 9.0                        | 7.2                        | 5.6                        | 3.3                        | 7.4                        |
| Nguồn: Cơ quan Khí tượng Nhà nước Thổ Nhĩ Kỳ |                            |                            |                            |                            |                            |                            |                            |                            |                            |                            |                            |                            |                            |